# أحمق الجاز (فلم رسوم متحركة)
أحمق الجاز (بالإنجليزية: The Jazz Fool)، وهو فيلم رسوم متحركة أمريكي قصير لـ ميكي ماوس أُصدر لأول مرة في 21 ديسمبر 1929، كجزء من سلسلة أفلام ميكي ماوس. كان هذا هو الفيلم القصير الثاني عشر لميكي ماوس الذي أُنتج، والتاسع في عام 1929.
يجمع عنوان الفيلم بين عنواني فيلمين آخرين من إخراج آل جولسون: مغني الجاز (1927) والمغني الأحمق (1928). تظهر نسخة مبكرة من أبي طويلة، لكنها ليست بنفس شكل الشخصية الحالية.
.

## حبكة
يصل ميكي إلى المدينة راكبًا على عربة تجرها الخيول مكتوب عليها إعلان لعرضه الذي سيؤديه: "عرض ميكي الكبير على الطريق" ويعزف على الأرغن. يرقص الحصان، كما تفعل الحيوانات المختلفة من كلاب وخنازير وفئران وبط وإوز التي تتبعه عن كثب خلف العربة. بقرتان (كلاهما تشبه كوكبة) ترقصان في الحظيرة، وكذلك الملابس المعلقة على حبل الغسيل.
عند الوصول إلى المعرض، يعزف الحصان على الآلات الإيقاعية بينما يعزف ميكي على أورغه. عندما تنتهي الأغنية، يصعد ميكي إلى المسرح ويعزف على البيانو بقوة، وينتهي الأمر بقتال مع الآلة. في نهاية الحفل، ينتقم البيانو من ميكي بعضه.
لا تظهر ميني ماوس في هذا الفيلم إلا في بطاقة العناوين وشاؤة البداية والنهاية.

## إنتاج

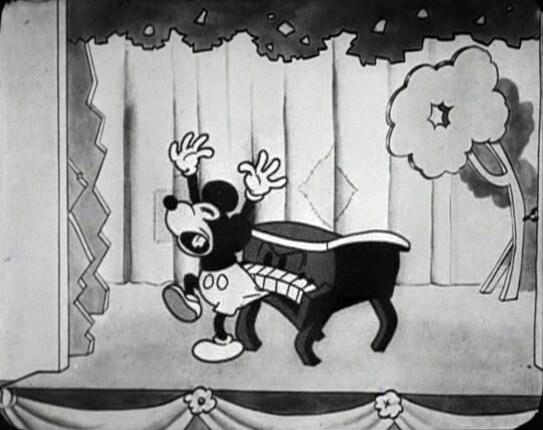
ميكي ماوس في فيلم "أحمق الجاز" في مشهد انتقام البيانو من ميكي.

هذا هو ثاني فيلم كرتوني لميكي ماوس يتضمن حفل بيانو، بعد دار أبوبري، والذي أُصدر قبل سبعة أشهر في مارس 1929. ويحتوي على بعض من الدعابات التي استُخدِمَت في الرسوم المتحركة السابقة.

## استقبال
قالت مجلة Motion Picture News (9 نوفمبر 1929): "الكثير من الضحك: هذا فيلم كوميدي قصير مثالي ليتم وضعه في نفس البرنامج مع فيلم مثل Is Everybody Happy؟ إن الإضحاكات في حيلة العزف على البيانو كافية لجعل أي فيلم قصير يلقى استحسانًا كبيرًا. تثير مقدمة الكاليوپي عددًا كبيرًا من الضحكات."